# Tadej Vidmajer
Tadej Vidmajer (ur. 10 marca 1992(dts)) – słoweński piłkarz występujący na pozycji obrońcy.
Wychowanek NK Celje, w barwach którego zadebiutował w 2011 roku. Występował w nim przez 9 lat, włączając w to roczną przerwę na występy w NK Šmartno; w 185 spotkaniach w najwyższej klasie rozgrywkowej w Słowenii strzelił 3 bramki; ze swoim macierzystym klubem w sezonie 2014/2015 wywalczył wicemistrzostwo kraju.
W styczniu 2020 podpisał 2,5-letni kontrakt z ŁKS Łódź. W jego barwach zadebiutował 9 lutego w spotkaniu z Legią Warszawa.